# ナルカーオ
ナルカーオ（イタリア語: Narcao）は、イタリア共和国サルデーニャ自治州南サルデーニャ県にある、人口約3,200人の基礎自治体（コムーネ）。

## 地理

### 位置・広がり

#### 隣接コムーネ
隣接するコムーネは以下の通り。
- カルボーニア
- イグレージアス
- ヌージス
- ペルダージュス
- シリークア
- ヴィッラマッサルジャ
- ヴィッラペルッチョ

## 行政

### 分離集落
ナルカーオには、以下の分離集落（フラツィオーネ）がある。
- Is Aios, Is Cherchis, Is Meddas, Is Sais, Pesus, Rio Murtas, Terraseo, Terrubia

## 姉妹都市
- ボーヴェニョ、イタリア
- Les Rues-des-Vignes、フランス